# 遙距教育
是指使用電視及互聯網等傳播媒體的教學模式，它突破了空間的界限，有別於傳統需要往校舍安坐於課室的教學模式。使用這種教學模式的學生，通常是業餘進修者。由於不需要到特定地點上課，因此可以隨時隨地上課。學生亦可以透過電視廣播、互聯網、輔導專線、課研社、面授（函授）等多種不同管道互助學習。
開辦远程教育的院校，多提供大學或高等學院程度的課程，包括碩士和博士程度。也有少數院校提供中學程度的远程教育課程。許多其他術語（例如分佈式學習、電子學習、移動學習、在線學習、虛擬課堂等）大致與遠程教育同義。

## 歷史
远程教育最早可回溯到1728年，一位名叫菲利浦‧克拉伯的老師在波士頓公報上登了個廣告，試圖為他所教導的新速記法招攬每週來上課的學生。

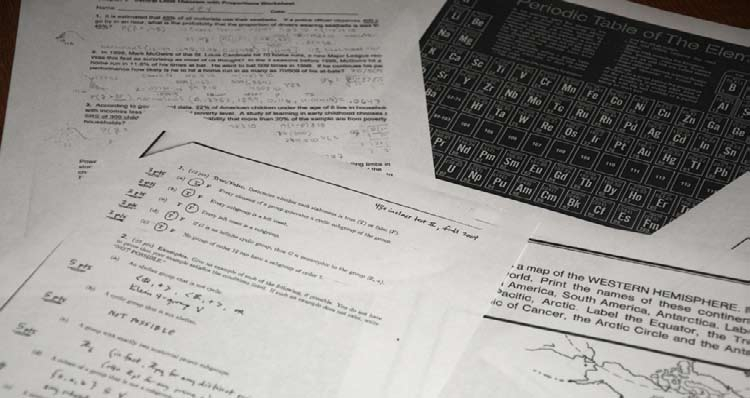
一份化學函授課程的教材，早期的遠距教學是靠寄送教材和錄音帶完成

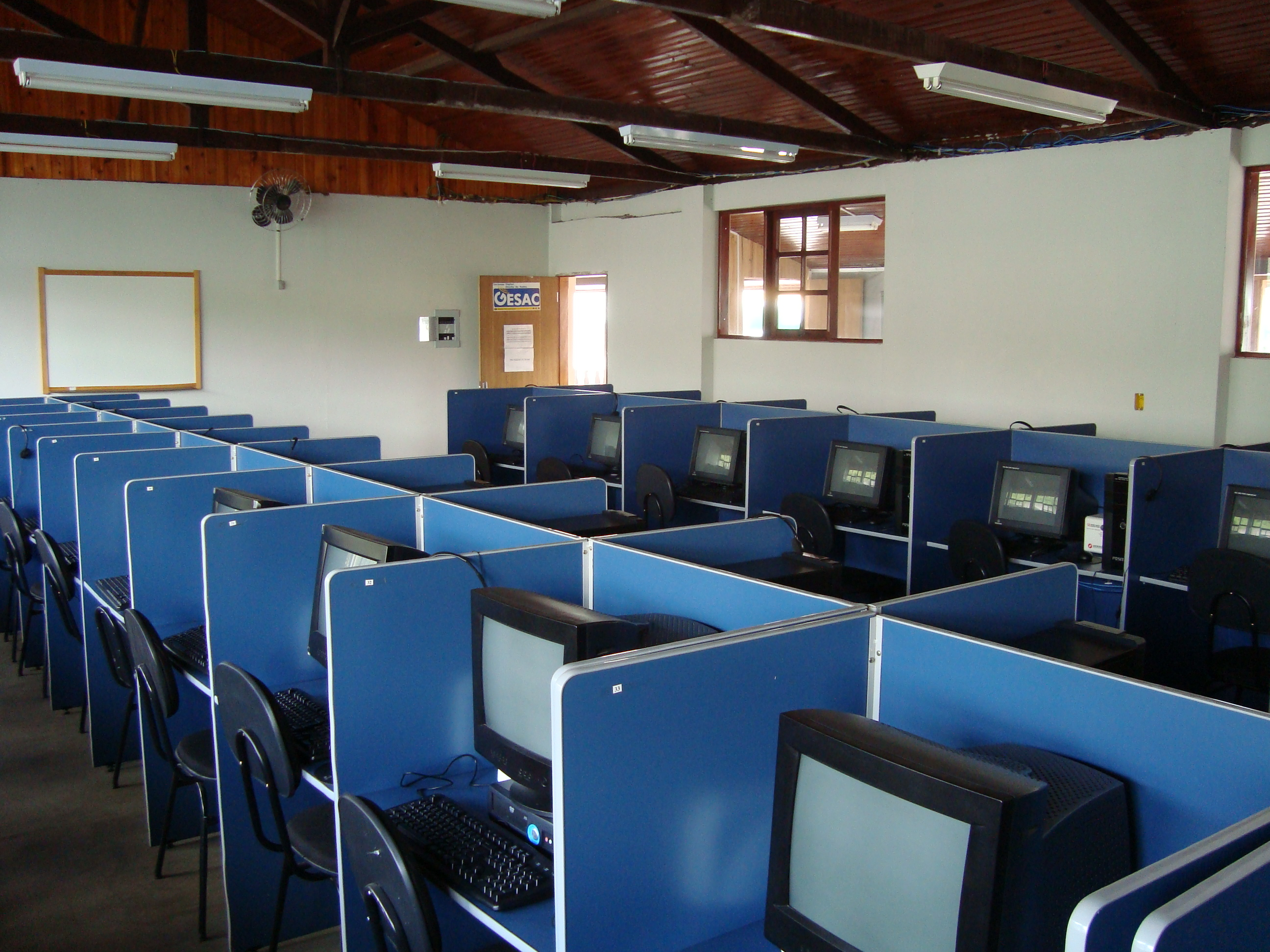
學校中網路遠距教學的教室

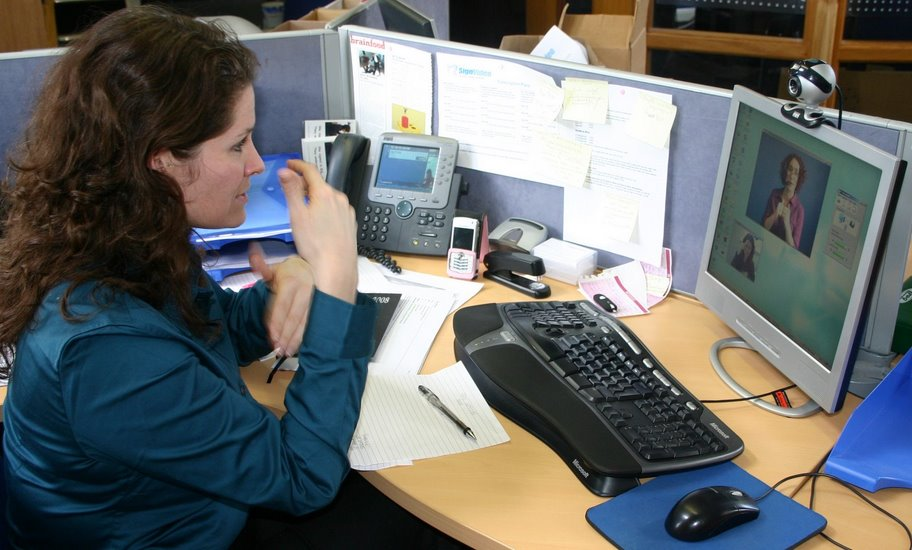
網路遠距教學也可供個人在任何地方任何時間學習，適合繁忙工作的人

1840年代，艾賽克‧皮特曼爵士在英國經由通信教授速記法，是最早被實行的現代遠距教學。而郵政業務在19世紀的發展致使商業通訊協會在全國各地蓬勃的成長。
倫敦大學在1858年創立校外課程，是第一所提供遠距教學學位的學校。推廣在家學習之社群在1873年於麻州的波士頓成立。在澳洲，昆士蘭大學在1911年創建通訊研究學系。而南非大學也早在1946年提供通訊教育課程。紐西蘭的梅西大學在1960年，開始了大學層級之远程教育及校外課程。英國的公開大學在1969年創立規模最大的遠距教學課程。德國的哈根函授大學在1974年所制定的一些制度，日後在國際上被廣為沿用，大多被命名為公開大學（Open University，使用英文或是當地語言），其中有許多進而轉型為巨型大學（可招收超過十萬名學生的新制大學）。
威斯康辛大學麥迪遜分校的查理斯·魏得邁，被譽為美國遠端教育之父。他在1964-1968期間，經由卡內基基金會的支持，運行了整合教學媒體計畫（AIM，即Articulated Instructional Media Project），利用不同的通訊技術提供相關課程給有需求的校外人士。 
根據摩爾的敘述，引進AIM的英國人深受其影響，於是便建立了第一所公開大學，即現在的英國公開大學（The Open University），係為了跟其他的公開大學做區別。英國大學建立於1960末並利用電視和廣播做為最初的傳播工具，因此將英國開放大學的地位提升為運用科技以推廣教育的先驅。自此之後可以說所有的公開大學都使用遠距教學技術作為傳播方法。
許多公營和私營、非營利性和營利性的機構藉由远程教育提供課程和學位課程。但認可的標準各不相同，美國一些機構提供的远程教育真正達到核准的卻很少，甚至有可能是偽造的野雞大學文憑。在許多美國其他的管轄區，沒有經過國家政府認可及授權的機構則不得使用「大學」這個名詞。在美國，線上教學迅速地增進大學之間的交流，其中線上博士班的課程甚至發展成深受信賴的研究系統。
到了20世紀，收音機、電視機還有網際網路皆被更進一步使用在远程教育上。電腦與網際網路也使遠距學習的散佈更簡單、更快速。以營利為目的的私立鳳凰城大學主要是以線上教學為主的大學，現在有20萬個學生且預計在2010年增為50萬，但是在這樣一個快速成長的體制對於學生的努力與否卻知之甚少。
根據斯隆聯合企業於2006年的報告，在超過96%的大專院校裡有將近320萬個美國學生在2005秋季學期至少使用一門線上課程。
湯普遜河大學是加拿大提供远程教育的先鋒，其教育目標是無論何時何地對任何人來說皆能學習。裡頭包含超過400門個別的課程和超過57個計畫透過遠距教學來完成學業，像是空中大學如此，可以從中獲得學士學位、副學士學位、大專文憑、各種學士認證證明和畢業證書。

## 在傳播技術上的運用
遠程教育的現有技術類型分為兩種：同步和非同步。同步技術是在同一時間將資訊傳送給線上所有參與者的一種傳遞模式。 
非同步技術是所有參與者可以自主的選擇他們自己的空餘時間使用教材。學生們不必在同一時間被聚集起來。 

### 同步技術
- 電話
- 視訊會議
- 網路會議

### 非同步技術
- 網路多媒體
- 卡式錄音帶
- 電子信箱
- 留言版
- 出版品[9]
- 語音信箱/傳真
- 卡式錄影帶

學習管理系統（LMS）或學習內容管理系統（LCMS）也可用於同步和非同步學習。（學習管理系統與其說是一種學習工具還不如說是讓教授更方便控管課程的平台）

## 遠距教學的種類
- 規律（定期）的函授信件指導
- 同步或非同步的網路指導
- 經由電視或廣播的電視廣播課程
- 光碟，學生可利用裡面的內容學習
- 學生可自由透過隨身型迷你電腦/手機自由連線存取課程內容
- 綜合的遠距學習，涵蓋線上即時教學及互動之課程[10]

遠距教學已經跨越了幾個歷史上的科技變遷.，像是印刷品、廣播，聲音或影像會議，電腦輔助教學，E化教學或是線上教學以及網路廣播等等。在廣播因為其拓展性尚未成熟的情況，像是在開發中國家。在印度的FM調頻很熱門且被大學廣為使用，用來播送多種具教育性類似學校教育的教學頻道，像是鄉村發展頻道，向農夫們教導農耕知識；學術頻道，創意寫作教學，大眾傳播，除了傳統的通才教育的人文學科外，還有科學以及行政管理課程。
MP3播放器、PDA、智慧型手機的廣泛使用也已經成為另類的遠距散佈資訊的ㄧ種媒介，像是有的教授甚至讓學生透過播客（Podcast）觀賞有關課程的音樂或是影片，部分大學也與美國軍方合作並透過PDA來傳遞完整的課程內容給已發派的軍職人員。

## 各地例子

### 大學校院
在中國大陸，開辦遙距教育課程的大學过去一般稱為「廣播電視大學」，簡稱「電大」。2012年7月31日，在中央广播电视大学的基础上组建的国家开放大学在人民大会堂正式揭牌成立。此后，依托原各省的广播电视大学陆续建立了北京开放大学、上海开放大学、江苏开放大学、云南开放大学、广东开放大学等开放大学（截至到2014年）。共有68所高校开设有網絡教育學院，開辦學歷課程。學生可利用互聯網進行學習。
在加拿大，阿萨巴斯卡大学是一所加拿大著名的远程教育大学，位于加拿大亚伯达省阿萨贝斯卡省镇，距省会艾德蒙市北方140公里，并且在艾德蒙市及加拿大第四大城卡尔加里市皆有分校；AU是一所加拿大著名的公立大学，且为中国教育部所承认的加拿大大学。
在英國，最著名的遙距教育院校為英國公開大學。
在美國，美國檀香山文理及人文大學及麻省理工學院等學校是遙距教育課程的提供者。
在台灣，國立空中大學及高雄市立空中大學等學校是遙距教育課程的提供者。
在香港，香港都會大學是遙距教育課程的提供者。
在日本，放送大學等學校是遙距教育課程的提供者。
在馬來西亞，宏願開放大學及馬來西亞開放大學等學校是遙距教育課程的提供者。
在德國，哈根函授大學是唯一的國立遠程教育大學。

### 其他

#### tutorroom
tutorroom是一個私營企業的遠距教學平台，雖非免費，但其極低價格及客製化服務讓遠距教育的門檻大幅降低。

#### edX
edX是一個由麻省理工學院和哈佛大學創建的大規模開放線上課堂平台。它免費給大眾提供大學教育水平的在線課堂。兩所大學在這個非營利性計劃各資助三千萬美元。在2012年秋天，edX由麻省理工學院和哈佛大學啟動，並以免費提供世界頂尖教育為目標。

### 可能限制
- 有些領域不適合：如烹飪、化學等可能具有實際使用或者具危險性的課程
- 危險領域不適合

## 外部連結
- 中的“Distance learning”
- Database of Accredited Colleges, Universities, Career and Trade Schools, U.S. Department of Education, Office of Postsecondary Education.
- United States Distance Learning Association （页面存档备份，存于）
- Commonwealth of Learning （页面存档备份，存于）
- elearnnetwork.ca in Ontario, Canada （页面存档备份，存于）
- lms system in tutorroom, America （页面存档备份，存于）